# Наградени с орден „Стара планина“ (Румен Радев, втори мандат)
Това е списък на наградените с орден „Стара планина“ през втория мандат на президента Румен Радев, от 22 януари 2022 г.
| Дата на указа   | Носител                                        | Вид       | Заслуги |
| --------------- | ---------------------------------------------- | --------- | --- |
| 4 април 2022    | Атанас Куртев, пианист                         | II степен | „в областта на културата и изкуството“ |
| 14 април 2022   | Катерина Сакеларопулу, президент на Гърция     | с лента   | „за развитието на двустранните отношения между Република България и Република Гърция“                                                                                   |
| 13 юни 2022     | Камен Велев, инженер по автоматика             | I степен  | „в областта на техническите науки“ |
| 10 ноември 2022 | Красимир Гигов, лекар                          | I степен  | „за развитието на системата на здравеопазването, медицинското образование, науката и практиката в Република България“                                                   |
| 21 ноември 2022 | Николай Вълканов, бизнесмен                    | I степен  | „към икономическото развитие на страната“ |
| 20 март 2023    | Илиана Раева, гимнастичка                      | I степен  | „в областта на спорта“ |
| 10 април 2023   | Елко Хазан, общественик                        | I степен  | „за родолюбивата му и просветителска дейност по отношение на приноса на България и нейния народ за спасяването на българските евреи по време на Втората световна война“ |
| 22 август 2023  | Рахамин Шекерджийски, фармацевт                | I степен  | „за развитието на науката и практиката в областта на фармацията“ |
| 9 април 2024    | Красимир Атанасов, математик                   | I степен  | „в областта на изкуствения интелект, информатиката и математиката“ |
| 15 април 2024   | Лаура Матарела, дъщеря на президента на Италия | I степен  | „за двустранните отношения между Република България и Италианската република“                                                                                           |
| 1 юли 2024      | Кирил Топалов, филолог                         | I степен  | „в областта на науката и обществената дейност“ |
| 6 август 2024   | Георги Йорданов, комунистически функционер     | I степен  | „в областта на културата и изкуството“ |